# Хренников, Александр Павлович
Алекса́ндр Па́влович Хре́нников (11 ноября 1896, Москва — 31 декабря 1984, Ванкувер) — канадский инженер русского происхождения, разработчик метода конечных элементов (МКЭ).

## Биография
В 1920 году окончил Московский институт инженеров путей сообщения в Москве по специальности инженер-строитель.
Вскоре после Октябрьской революции покинул Россию. С братом Николаем и его женой они приехали в Канаду (возможно, транзитом через другие государства), и в начале 1930-х годов получили гражданство этой страны. В этот же период Хренников женился на Александре — также эмигрантке из России, которая родилась в 1910 году и эмигрировала в Канаду ранее, в 1925 году. Она работала преподавателем химии.
В 1930 году Хренников получил степень бакалавра наук в университете Британской Колумбии, в 1933 году — окончил этот университет со степенью магистра наук и в дальнейшем проработал здесь до своей смерти преподавателем технических дисциплин, получив звание заслуженного профессора гражданского строительства. После защиты диссертации по теме «Plane stress and bending of plates by method of articulated framework» («Плоскостное напряжение и изгиб пластин методом шарнирных каркасов») получил степень доктора наук в Массачусетском технологическом институте в 1940 году. Этой работой он сделал свой самый важный вклад в мировую науку и инженерное дело — разработку МКЭ, который широко используется для решения задач механики деформируемого твёрдого тела, а также многих других областях научного моделирования. В дальнейшем метод Хренникова был обобщен им самим и другими авторами для анализа устойчивости плит и оболочек.
В 1949 году Хренникову была присуждена премия Американского общества гражданских инженеров им. Л. Моисеева (ASCE Moisseiff Award).

### Разработка МКЭ
Результаты, полученные в докторской диссертации, Хренников опубликовал в статье «Solution of problems of elasticity by the framework method» в 1941 году, где предложил метод, с помощью которого двухмерные упругие континуумы моделируются как система ферменных каркасов. Двумя годами позже американский математик и инженер немецкого происхождения Рихард Курант опубликовал работу по той же теме. Их решения отличались друг от друга. Позднее Ольгерд Зинкевич соединил оба подхода и формализовал их математически. Наиболее активно метод стал применяться, начиная с 1960—1970-х, после появления компьютеров, обладающих значительной вычислительной мощностью.
Немецкий механик Х. Хан в своей работе «Теория упругости. Основы линейной теории и её применения» пишет:

В основе этого метода лежит дискретизация решаемой задачи, которая осуществляется иным способом, нежели в методе сеток. Классическим предшественником метода конечных элементов в теории упругости был приближенный метод на основе так называемой ферменной аналогии, которая была предложена Хренниковым и Мак Генри.

В честь 75-летия разработки МКЭ компания-разработчик программного обеспечения SimScale опубликовала сообщение:

Научные основы метода конечных элементов проистекают из необходимости решения сложных проблем упругости и структурного анализа в гражданском строительстве и авиатехнике. Разработка метода восходит к работам A. Хренникова (1941) и Р. Куранта (1943). Хотя эти первооткрыватели использовали разные точки зрения в своих подходах к конечным элементам, они указали на одну общую существенную характеристику: разбиение сетки непрерывной области на набор отдельных поддоменов, обычно называемых элементами.
Оригинальный текст (англ.)The scientific pillars of the Finite Element Method came from the need to solve complex elasticity and structural analysis problems in civil and aeronautical engineering. The first development can be traced back to the work of A. Hrennikoff, 1941 and R. Courant, 1943. Although these pioneers used different perspectives in their finite element approaches, they pointed out one common essential characteristic: mesh discretization of a continuous domain into a set of discrete sub-domains, usually called elements.

Существует мнение, что МКЭ является лишь развитием матричного структурного анализа.

## Основные работы
- Hrennikoff A. Elastic stability of a pony truss // IABSE Publications. — 1935. — Vol. 3. — P. 192—221.
- Hrennikoff A. Solution of problems of elasticity by the framework method // Journal of Applied Mechanics. — 1941. — Vol. 8 — № 4. — P. 169—175.
- Hrennikoff A. Framework Method and its technique for solving plane stress problems // IABSE Publications. — 1949. — Vol. 9. — P. 217—248.
- Hrennikoff A. Plastic buckling of steel columns // IABSE Publications. — 1966. — Vol. 26. — P. 193—210.
- Hrennikoff A. The finite element method in application to plane stress // IABSE Publications. — 1968. — Vol. 28. — № 2. — P. 49—67.
- Hrennikoff A. Precision of finite element method in plane stress // IABSE Publications. — 1969. — Vol. 29. — № 2. — P. 125—137.
- Hrennikoff A., Gantayat A. Three-Dimensional bar cell for elastic stress analysis // Journal of the Engineering Mechanics Division. — 1970. — Vol. 96. — № 3. — P. 313—326.
- Hrennikoff A. Importance of cell symmetry in flexural finite element method // IABSE Publications. — 1970. — Vol. 30. — № 2. — P. 41—56.
- Sen R., Hrennikoff A., Mathew C. I. Stability of plates using rectangular bar cells // IABSE Publications. — 1972. — Vol. 32. — № 1. — P. 109—126.
- Mathew A., Hrennikoff A., Sen R. Strength of cylindrical shells with imperfections // IABSE Publications. — 1973. — Vol. 33. — № 1. — P. 55—63.
- Hrennikoff A. Analysis of folded plate and cylindrical shell roofs // IABSE Publications. — 1973. — Vol. 33. — № 2. — P. 85—99.
- Agrawal K. M., Hrennikoff A. Trapezoidal bar cells in plane stress // IABSE Publications. — 1975. — Vol. 35. — № 1. — P. 65—87.